# Sanatorium Dr. Barner

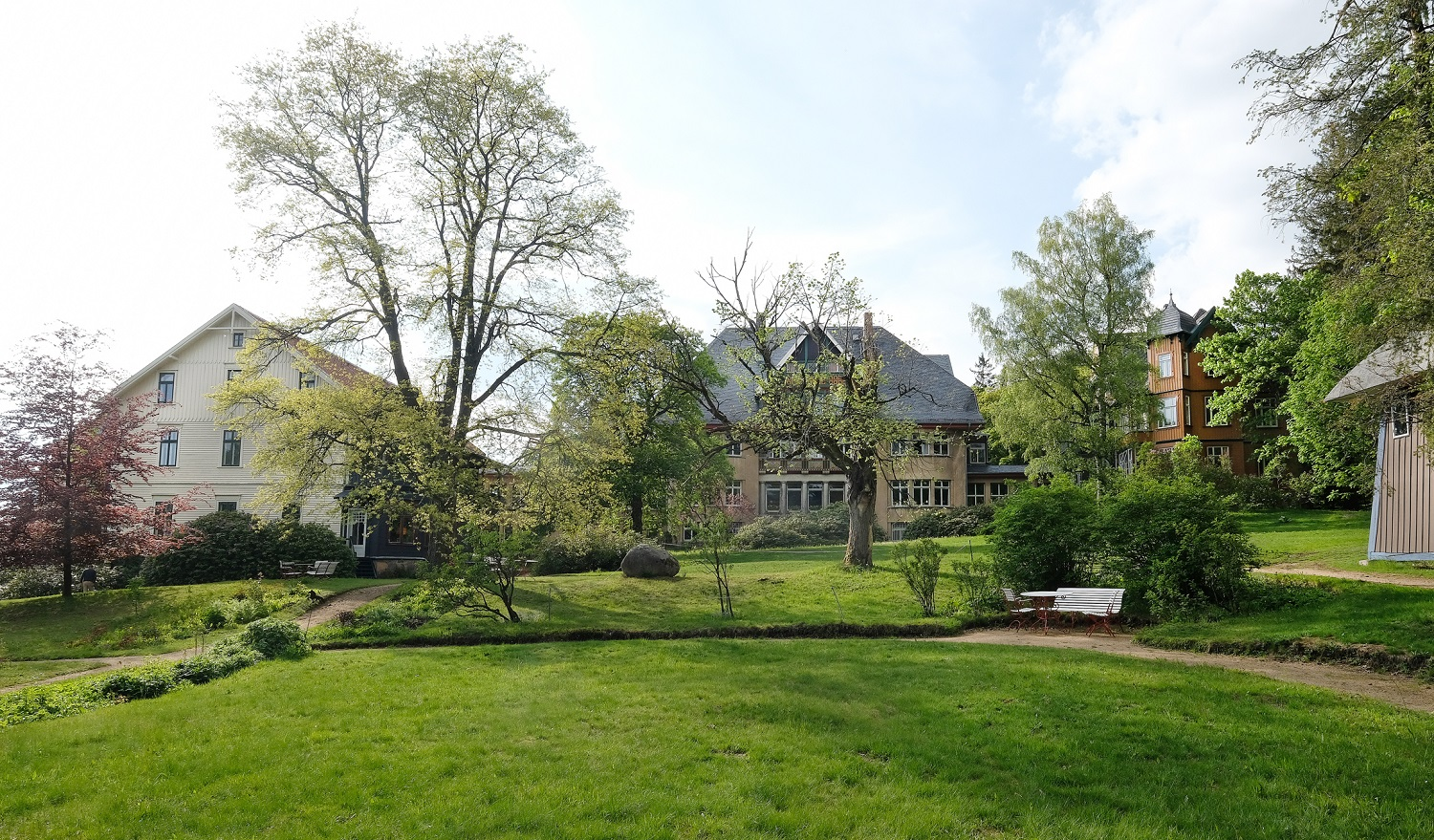
Vorderansicht der heutigen Klinik Dr. Barner

Das Sanatorium Dr. Barner in Braunlage/Harz wurde 1900 von Friedrich Barner als Sanatorium gegründet und ist heute ein Fachkrankenhaus für Psychosomatische Medizin und Psychotherapie.

## Friedrich Barner (1859–1926)
Friedrich Barner wurde 1859 in Hornburg als ältestes von fünf Geschwistern eines Gasthofbesitzers geboren. Er studierte Altphilologie und wurde nach seiner Promotion Lehrer für Latein und Griechisch an einer Oberrealschule. Da ihn dieser Beruf nicht erfüllte, absolvierte er ein Medizinstudium und praktizierte nach seiner Approbation zunächst als Landarzt. Kurze Zeit später befand sich einer seiner Brüder zur Kur in einem Sanatorium in Schierke, wo Friedrich Barner ihn oft besuchte. Durch diese Aufenthalte entwickelte er die Idee, selbst ein Sanatorium im Harz zu eröffnen.

## Geschichte
1899 erwarb Barner mit dem Haus Sonnenblick und der Villa am Walde zwei benachbarte harztypische Holzvillen in Braunlage. Er eröffnete in diesen Villen im Winter 1900 ein „Rekonvaleszentenheim für die gehobenen Stände“. Das Haus Sonnenblick wurde um einen Flügel nach Südwesten erweitert. 1904 ließ Barner die Patientenzimmer von Haus Sonnenblick durch Veranden ergänzen. 1905 begann Albin Müller mit der Neugestaltung des Eingangsbereiches und des Wartezimmers. 1905 entwarf er eine Lufthütte, die von der Firma Christoph & Unmack gebaut wurde und als Prototyp für eine geplante Kolonie diente. Der Bau dieser Kolonie wurde jedoch nicht realisiert und es die Lufthütte blieb ein einzelnes, auf Stelzen stehendes, sehr einfaches Haus. 1912–1914 entstand nach Müllers Plänen das Mittelhaus zur Verbindung der beiden Villen. Es wurde im Stil eines Grand Hotels und im Darmstädter Jugendstil gebaut und eingerichtet. Der Grand-Hotel-Stil sollte den medizinischen Betrieb mit einer erholsamen Atmosphäre verbinden. Die Doppelfunktion findet sich auch in der Wandgestaltung und den Bodenbelägen wieder. Hier findet man zum Beispiel abwischbares und somit hygienisches, dekoratives Linkrusta und auf den Böden Inlaidlinoleum, welches in den Anker-Werken in Delmenhorst produziert wurde. Sämtliche Entwürfe stammten von Albin Müller.
Bis heute sind alle Gebäudeteile des Sanatoriums ohne große Veränderungen erhalten. „Das Sanatorium repräsentiert in einzigartiger Weise die vielfältigen Facetten der deutschen Reformbewegung im frühen 20. Jahrhundert und ist das einzige in seiner gestalterischen Ganzheit erhaltene Spätwerk des Darmstädter Jugendstils wie auch das einzig erhaltene Hauptwerk Albin Müllers. Typologisch ist das Sanatorium der letzte Vertreter eines Grand-Hotel-Sanatoriums auf deutschem Boden und damit ein prägnantes Zeugnis eines medizinhistorisch und gesellschaftlich signifikanten mitteleuropäischen Sonderphänomens.“ Seit 1994 steht das Sanatorium mit seinen Liegehallen als Kunst- und Baudenkmal in der Denkmalliste des Landes Niedersachsen. Es wird bis heute als Fachkrankenhaus für Psychosomatische Medizin und Psychotherapie genutzt und seit 2007 nach Plänen des Architekturbüros David Chipperfield restauriert und instand gesetzt.
Am 5. Mai 2025 konnte die mit vielen Denkmalschutz-Preisen ausgezeichnete Klinik Dr. Barner die Gründung als Sanatorium und 125 Jahre Psychotherapie in Braunlage feiern. Im Rahmen des Jubiläums werden drei Ausstellungen gezeigt. Die Ausstellungen sind bis zum 4. Januar 2026 zu sehen.

## Medizinisches Konzept Anfang 1900
Barner verfolgte einen ganzheitlichen Therapieansatz und verband Ansätze der Naturheilverfahren und der naturwissenschaftlichen Medizin mit der Psychotherapie.
Ruhe und die „vollständige Staubfreiheit der ozonreichen Luft“ waren wichtige Heilfaktoren. Hinzu kam eine auf den Patienten und dessen Krankheitsverlauf zugeschnittene Diät mit abwechslungs- und vitaminreicher Kost. Die Mahlzeiten wurden gemeinsam in den Speisesälen eingenommen, wo auch Friedrich Barner anwesend war. Mit der neu erbauten Badeanstalt erhielt das Sanatorium alle Einrichtungen für Wasserkuren und Bäder, die durch geschultes Badepersonal durchgeführt wurden. Aus Braunlager Moor wurden Moorbäder gefertigt. Zudem gab es kohlensaure, Sool-, Fichtennadel- und hydroelektrische Bäder, sowie Packungen, Duschen, Abreibungen, Massagen und Umschläge. Weitere Therapieformen fanden sich in Luft- und Sonnenbädern. Diese konnten zu jeder Jahreszeit in Form einer Liegekur, in den dafür vorgesehenen Liegehallen oder auf den zimmereigenen Veranden, eingenommen werden. Außerdem gehörten Spaziergänge im hauseigenen Park oder längere Wanderungen, dem jeweiligen Gesundheitszustand angepasst, sowie Schneeschuhsport im Winter, zum Genesungsprogramm.
Ebenso kam die im 18. Jahrhundert entwickelte Elektrotherapie zum Einsatz. Ein Prospekt des Sanatoriums von 1916 beschreibt den Umfang wie folgt: „Die gesamte Elektrotherapie: elektrische Vollbäder, Vielzellenbad, Schonungsglühlichtbad, Faradisation, Galvanisation, Diathermie, Entfettungsstuhl, künstliche Höhensonne, Vibrationsmassage, Röntgeneinrichtung.“ Als eines der ersten Sanatorien in Deutschland nahm Barner schon 1900 explizit die Psychotherapie als Heilmittel auf. Die Gespräche mit dem Arzt waren fester Bestandteil der Behandlung und es wurde sehr viel Wert auf ein vertrauensvolles Verhältnis zwischen Arzt und Patienten gelegt.
Die Notizen des Arztes, dessen Korrespondenz und die Patientenakten können heute noch im vollständig erhaltenen Krankenblattarchiv nachvollzogen werden.

## Auszeichnungen
- 2006 erhielt das Sanatorium den Preis für Denkmalpflege der Niedersächsischen Sparkassenstiftung.[10]
- 2009 Aufnahme in das Förderprogramm des Beauftragten der Bundesregierung für Kultur und Medien (BKM)
- 2018 wurde dem Sanatorium der Grand Prix Europa Nostra verliehen. Die Wahl fiel auf das Sanatorium wegen der behutsamen Restaurierung durch das Büro David Chipperfield Architects sowie der immer noch bestehenden ursprünglichen Nutzung als Krankenhaus. Im Bericht der Jury wird das Sanatorium beschrieben als „ein kennzeichnendes Element des Europäischen Erbes und ein bedeutendes Beispiel der Architektur und Innenausstattung des frühen 20. Jahrhunderts“.[11]

## Heutige Nutzung

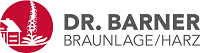
Logo der heutigen Klinik Dr. Barner

Das Baudenkmal gehört heute der gemeinnützigen Stiftung Sanatorium Dr. Barner. In dem Gebäude befindet sich heute die Klinik Dr. Barner, ein Fachkrankenhaus für Psychosomatische Medizin und Psychotherapie mit den Schwerpunkten Traumatherapie (Posttraumatische Belastungsstörungen) und Depressionsbehandlung. Es hat Platz für etwa 70 Patienten. Auch die Familie Barner ist immer noch im Haus präsent sowohl in der Geschäftsführung als auch auf ärztlicher Seite.
Es finden regelmäßige Führungen sowie Konzerte im Musiksaal statt.